# Ландесберген
Ландесберген (нім. Landesbergen) — громада в Німеччині, розташована в землі Нижня Саксонія. Входить до складу району Нінбург. Складова частина об'єднання громад Міттельвезер.
Площа — 41,92 км2. Населення становить 2722 ос. (станом на 31 грудня 2021).

## Галерея

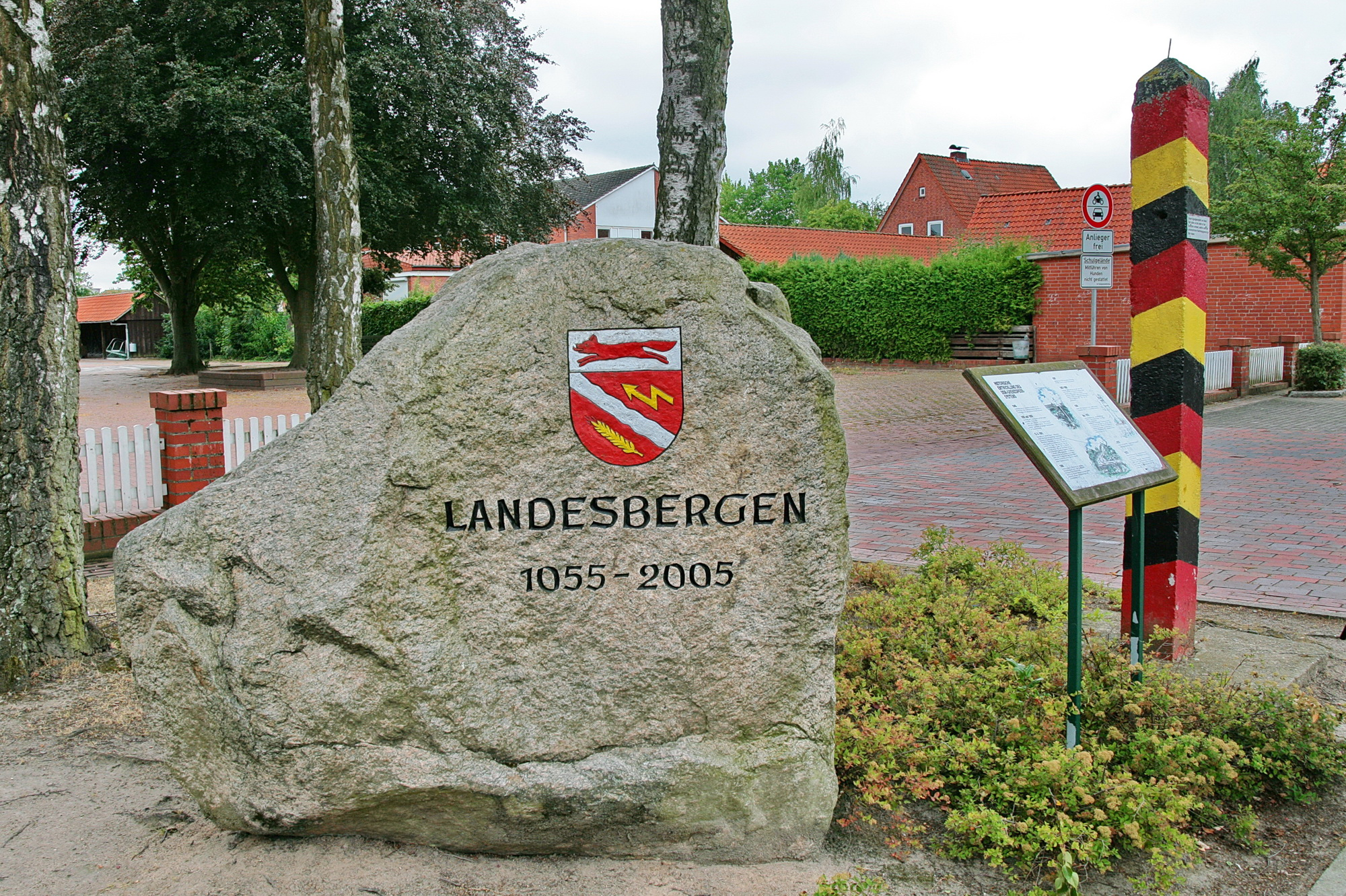
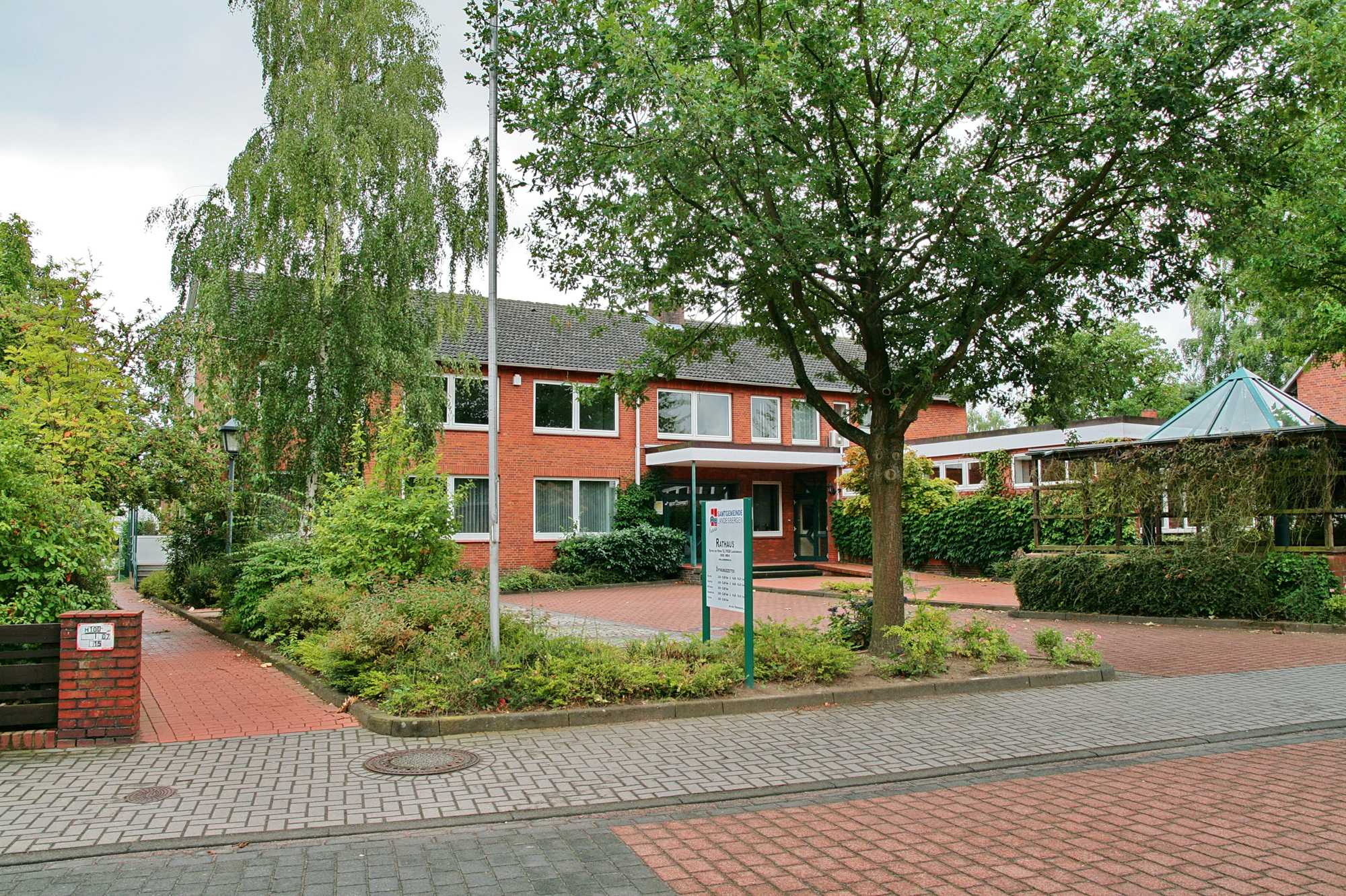